# Apple Macintosh
Macintosh (Mac) je porodica računala koje je razvila američka tvrtka Apple Computer. Ovo računalo je bilo stavljeno na prodaju u SAD 24. siječnja, 1984., i bilo je prvo računalo široke potrošnje koje je imalo grafičko sučelje i računalni miš, umjesto tada standardnog tekstnog sučelja. Novija Mac računala dolaze s macOS operativnim sustavom.

## Povijest
Razvoj na Macintoshu započelo je na početku 1979., kao grafičko računalo za široku potrošnju. Kao osnovu razvoja korišten je mikroprocesor Motorola 6809E, 64Kb osnovne memorije, a grafička rezolucija bila je monokromna bitmapna 256x256, u završnoj inačici za ovaj mikroprocesor grafička rezolucija bila je povećana na 512x342. Zanimljivo je reći da je ove iste prve parametre uzeo Miroslav Kocijan prilikom izgradnje hrvatskog računala Orao. Kasnije 1980. razvojni je tim odlučio iskoristiti 16-bitni mikroprocesor Motorola 68000, koji je bio brži i sposobniji od 6809E, a grafička rezolucija bila je postavljena na 384 × 256 točaka. Novi Macintosh je bio u radnom stanju u prosincu 1980. Nakon posjete Steve Jobsa (tadašnjeg glavnog direktora Apple Computers) Xeroxu 1981. s cijelim Macintoshovim razvojnim timom, dolazi do uvođenja novina koje su bile pristune u Xerox Paolo Alto laboratoriju: miš, ikone, vektorska grafika, sučelje za lokalnu mrežu ugrađeno u računalo, fontovi. Tvrtka Xerox je bila inovator u polju grafičkog korisničkog sučelja, i bila je prva tvrtka koja je pokušala komercijalizirati GUI računala.

## Trenutni uređaji
| Slika | Ime              | Tip         | Tržišni segment         | Opis |
| ----- | ---------------- | ----------- | ----------------------- | --- |
|       | Mac mini         | Desktop     | Privatni i korisnici    | Mac mini je najjeftiniji Macintosh. U paketu nisu uključeni ni monitor, tipkovnica ili miš. |
|       | iMac             | Desktop     | Privatni korisnici      | iMac opremljen je procesorom Intel Core i5 serije. "All-in-One" dizajn kombinira zaslon i računalo u jednom (Postoji varijanta sa zaslonom 5K rezolucije). Miš i tipkovnica (bežični) su uključeni. |
|       | iMac Pro         | Desktop     | Profesionalni korisnici | iMac Pro je jači od uobičajenog iMac-a i dolazi u Space Grey boji (još nije dostupan na tržištu). |
|       | Mac Pro          | Workstation | Profesionalni korisnici | Mac Pro je najskuplji proizvod u rasponu proizvoda Apple-a. Pogodan je za poslovne korisnike. |
|       | MacBook Pro      | Notebook    | Profesionalni korisnici | MacBook Pro 13" ima Intel Core i5 procesor. Dostupan je s ovim ugrađenim grafičkim čipovima: - Intel Iris Graphics 540 - Intel Iris Graphics 6100 - Intel Iris Graphics 550 MacBook Pro 15" ima Intel Core i7 procesor. Dostupan je s ovim ugrađenim grafičkim čipovima: - Intel Iris Graphics - Radeon Pro 450 s 2 GB GDDR5 memorije - Radeon Pro 455 s 2 GB GDDR5 memorije Neki modeli iznad tipkovnice imaju Touch Bar i Touch ID. Osim razlike u veličini, ekrani mogu biti obični ili Retina. |
|       | MacBook Air      | Notebook    | Privatni korisnici      | MacBook Air ima nisku težinu i orijentiran je na mobilnost. Ekran je velik 13" (do 2016. postojao je i manji s 11"). MacBook Air koristi Flash pohranu, a dostupna je u veličinama od 128 ili 256 GB. RAM je veličine 8 GB. Kao procesor se koristi dvojezgreni Intel Core i5 od 1,6 GHz (Turbo Boost do 2,7 GHz). Ugrađen je grafički čip Intel Graphics HD 6000. |
|       | MacBook (Retina) | Notebook    | Privatni korisnici      | MacBook (Retina) je najmanji MacBook, a ujedino i najlakši. Ekran je velik 12". MacBook (Retina) dolazi u dvije konfiguracije. Prva ima 512 GB pohrane i Intel Core m5 procesor od 1.2 GHz (Turbo Boost do 2.7 GHz), a druga 256 GB pohrane i Intel Core m3 processor od 1.1 GHz (Turbo Boost do 2.2 GHz). |

## Vanjske poveznice
- Kolumna o današnjem značenju riječi Macintosh
- Priča o razvoju računala Apple Macintosh
- Jabučnjak - hrvatska neprofitabilna stranica s informacijama i savjetima o Mac temama
- MacKorisnik - hrvatski Magazin za Mac korisnike  Arhivirana inačica izvorne stranice od 6. svibnja 2008. (Wayback Machine)